# NGC 3700
NGC 3700 é uma galáxia espiral barrada (SBab) localizada na direcção da constelação de Ursa Major. Possui uma declinação de +35° 30' 54" e uma ascensão recta de 11 horas, 29 minutos e 38,5 segundos.